# Première circonscription des Alpes-de-Haute-Provence
La première circonscription des Alpes-de-Haute-Provence est l'une des deux circonscriptions législatives que compte le département français des Alpes-de-Haute-Provence (04), situé en région Provence-Alpes-Côte d'Azur.
Elle représentée à l'Assemblée nationale lors de la XVIe législature de la Cinquième République par Christian Girard, député Rassemblement national.

## Description géographique et démographique

### De 1958 à 1986

Carte de la première circonscription des Alpes-de-Haute-Provence de 1958 à 1986

La première circonscription des Alpes-de-Haute-Provence était composée de :
- Canton d'Allos
- Canton de Barrême
- Canton de Digne
- Canton de la Javie
- Canton du Lauzet
- Canton des Mées
- Canton de Mézel
- Canton de la Motte
- Canton de Saint-Paul
- Canton de Seyne
- Canton de Sisteron
- Canton de Turriers
- Canton de Volonne

### Depuis 1988
La première circonscription des Alpes-de-Haute-Provence regroupe le centre, le sud et l'est du département. Elle est centrée autour de la ville de Digne-les-Bains, préfecture. De 1988 à 2015, elle comprend les divisions administratives suivantes :
- Canton d'Allos-Colmars
- Canton d'Annot
- Canton de Barrême
- Canton de Castellane
- Canton de Digne-les-Bains-Est
- Canton de Digne-les-Bains-Ouest
- Canton d'Entrevaux
- Canton de La Javie
- Canton des Mées
- Canton de Mézel
- Canton de Moustiers-Sainte-Marie
- Canton de Peyruis
- Canton de Riez
- Canton de Saint-André-les-Alpes
- Canton de Valensole
- Canton de Volonne

Depuis 2015, où est pour la première fois appliqué le découpage cantonal opéré en 2014, les circonscriptions ne sont plus tenues de correspondre aux nouvelles limites cantonales.

## Description historique et politique
Circonscription de Boni de Castellane.

## Historique des députations
| Législature | Début de mandat | Fin de mandat  | Député                             | Parti politique  | Observations |
| ----------- | --------------- | -------------- | ---------------------------------- | ---------------- | --- |
| Ire         | 9 décembre 1958 | 9 octobre 1962 | Roger Diet                         | UNR              | Mandat écourté à la suite d'une dissolution parlementaire décidée par Charles de Gaulle. |
| IIe         | 6 décembre 1962 | 2 avril 1967   | Marcel Massot                      | PRRS             | |
| IIIe        | 3 avril 1967    | 30 mai 1968    | Marcel Massot                      | PRRS             | Mandat écourté à la suite d'une dissolution parlementaire décidée par Charles de Gaulle. |
| IVe         | 11 juillet 1968 | 1er avril 1973 | Marcel Massot                      | PRRS             | |
| Ve          | 2 avril 1973    | 2 avril 1978   | Marcel Massot                      | MRG              | |
| VIe         | 3 avril 1978    | 22 mai 1981    | François Massot                    | PRRS             | Mandat écourté à la suite d'une dissolution parlementaire décidée par François Mitterrand. |
| VIIe        | 2 juillet 1981  | 1er avril 1986 | François Massot                    | PRRS             | |
| IXe         | 23 juin 1988    | 1er avril 1993 | François Massot                    | PS               | |
| Xe          | 2 avril 1993    | 21 avril 1997  | Pierre Rinaldi puis Francis Galizi | RPR puis UDF-CDS | Maire de Digne-les-Bains jusqu'en 1995 et Président du Conseil général des Alpes-de-Haute-Provence Remplacé par Francis Galizi le 6 février 1994 Mandat écourté à la suite d'une dissolution parlementaire décidée par Jacques Chirac. |
| XIe         | 12 juin 1997    | 18 juin 2002   | Jean-Louis Bianco                  | PS               | Maire de Digne-les-Bains jusqu'en 2001 Président du Conseil général des Alpes-de-Haute-Provence à partir de 1998 |
| XIIe        | 19 juin 2002    | 19 juin 2007   | Jean-Louis Bianco                  | PS               | Président du Conseil général des Alpes-de-Haute-Provence |
| XIIIe       | 20 juin 2007    | 19 juin 2012   | Jean-Louis Bianco                  | PS               | Président du Conseil général des Alpes-de-Haute-Provence |
| XIVe        | 20 juin 2012    | 20 juin 2017   | Gilbert Sauvan                     | PS               | Président du Conseil général des Alpes-de-Haute-Provence puis Conseil départemental des Alpes-de-Haute-Provence Ancien maire de Castellane                                                                                             |
| XVe         | 21 juin 2017    | 21 juin 2022   | Delphine Bagarry                   | LREM puis ND     | Conseillère départementale du canton de Riez (2015-2017) |
| XVIe        | 22 juin 2022    | 9 juin 2024    | Christian Girard                   | RN               | Mandat écourté à la suite d'une dissolution parlementaire décidée par Emmanuel Macron. |

## Résultats électoraux

### Élections de 1958
| Candidat       | Candidat         | Parti          | Premier tour | Premier tour | Second tour | Second tour |  |
| Candidat       | Candidat         | Parti          | Voix         | %            | Voix        | %           |  |
| -------------- | ---------------- | -------------- | ------------ | ------------ | ----------- | ----------- |  |
|                | Marcel Massot    | Radsoc         | 7 044        | 33,66        | 8 249       | 38,7        |  |
|                | Roger Diet élu   | UNR            | 6 198        | 29,61        | 8 512       | 39,94       |  |
|                | Maxime Berrin    | PCF            | 4 009        | 19,16        | 4 553       | 21,36       |  |
|                | Gaston Bruschini | SFIO           | 3 678        | 17,57        | Retrait     | Retrait     |  |
|                |                  |                |              |              |             |             |  |
| Inscrits       | Inscrits         | Inscrits       | 28 485       | 100,00       | 28 495      | 100,00      |  |
| Abstentions    | Abstentions      | Abstentions    | 6 978        | 24,5         | 6 704       | 23,53       |  |
| Votants        | Votants          | Votants        | 21 507       | 75,5         | 21 791      | 76,47       |  |
| Blancs et nuls | Blancs et nuls   | Blancs et nuls | 578          | 2,69         | 477         | 2,19        |  |
| Exprimés       | Exprimés         | Exprimés       | 20 929       | 97,31        | 21 314      | 97,81       |  |

Henri Dupéry, commerçant à Sisteron, est suppléant de Roger Diet.

### Élections de 1962
| Candidat       | Candidat           | Parti          | Premier tour | Premier tour | Second tour | Second tour |  |
| Candidat       | Candidat           | Parti          | Voix         | %            | Voix        | %           |  |
| -------------- | ------------------ | -------------- | ------------ | ------------ | ----------- | ----------- |  |
|                | Marcel Massot élu  | Radsoc         | 5 625        | 29,43        | 12 445      | 63,21       |  |
|                | Roger Diet sortant | UNR-UDT        | 4 626        | 24,2         | 7 243       | 36,79       |  |
|                | Maxime Berrin      | PCF            | 4 100        | 21,45        | Retrait     | Retrait     |  |
|                | Guy Reymond        | PSU            | 2 640        | 13,81        | Retrait     | Retrait     |  |
|                | Marc Jourdan       | Modérés        | 2 124        | 11,11        | Retrait     | Retrait     |  |
|                |                    |                |              |              |             |             |  |
| Inscrits       | Inscrits           | Inscrits       | 29 761       | 100,00       | 29 745      | 100,00      |  |
| Abstentions    | Abstentions        | Abstentions    | 9 982        | 33,54        | 8 970       | 30,16       |  |
| Votants        | Votants            | Votants        | 19 779       | 66,46        | 20 775      | 69,84       |  |
| Blancs et nuls | Blancs et nuls     | Blancs et nuls | 664          | 3,36         | 1 087       | 5,23        |  |
| Exprimés       | Exprimés           | Exprimés       | 19 115       | 96,64        | 19 688      | 94,77       |  |

Le Dr Julien Romieu, maire de Digne, est suppléant de Marcel Massot.

### Élections de 1967
| Candidat       | Candidat                    | Parti          | Premier tour | Premier tour | Second tour | Second tour |  |
| Candidat       | Candidat                    | Parti          | Voix         | %            | Voix        | %           |  |
| -------------- | --------------------------- | -------------- | ------------ | ------------ | ----------- | ----------- |  |
|                | Marcel Massot sortant réélu | FGDS (Radical) | 8 598        | 35,72        | 14 552      | 60,66       |  |
|                | Henri Savornin              | UD-Ve          | 7 110        | 29,54        | 9 437       | 39,34       |  |
|                | Raymond Philippe            | PCF            | 5 832        | 24,23        | Retrait     | Retrait     |  |
|                | Marc Jourdan                | CD (PDM)       | 2 528        | 10,5         |             |             |  |
|                |                             |                |              |              |             |             |  |
| Inscrits       | Inscrits                    | Inscrits       | 31 469       | 100,00       | 31 459      | 100,00      |  |
| Abstentions    | Abstentions                 | Abstentions    | 6 742        | 21,42        | 6 584       | 20,93       |  |
| Votants        | Votants                     | Votants        | 24 727       | 78,58        | 24 875      | 79,07       |  |
| Blancs et nuls | Blancs et nuls              | Blancs et nuls | 659          | 2,67         | 886         | 3,56        |  |
| Exprimés       | Exprimés                    | Exprimés       | 24 068       | 97,33        | 23 989      | 96,44       |  |

Le Dr Daniel Jouve, médecin à  Digne, est suppléant de Marcel Massot.

### Élections de 1968
| Candidat       | Candidat                    | Parti          | Premier tour | Premier tour | Second tour | Second tour |  |
| Candidat       | Candidat                    | Parti          | Voix         | %            | Voix        | %           |  |
| -------------- | --------------------------- | -------------- | ------------ | ------------ | ----------- | ----------- |  |
|                | Henri Savornin              | UDR (URP)      | 8 496        | 35,71        | 12 415      | 49,92       |  |
|                | Marcel Massot sortant réélu | FGDS (Radical) | 6 828        | 28,7         | 12 453      | 50,08       |  |
|                | Raymond Philippe            | PCF            | 5 057        | 21,25        | Retrait     | Retrait     |  |
|                | Gabriel Domenech            | Modérés        | 3 413        | 14,34        | Retrait     | Retrait     |  |
|                |                             |                |              |              |             |             |  |
| Inscrits       | Inscrits                    | Inscrits       | 31 481       | 100,00       | 31 472      | 100,00      |  |
| Abstentions    | Abstentions                 | Abstentions    | 7 176        | 22,79        | 5 953       | 18,92       |  |
| Votants        | Votants                     | Votants        | 24 305       | 77,21        | 25 519      | 81,08       |  |
| Blancs et nuls | Blancs et nuls              | Blancs et nuls | 511          | 2,1          | 651         | 2,55        |  |
| Exprimés       | Exprimés                    | Exprimés       | 23 794       | 97,9         | 24 868      | 97,45       |  |

Le Dr Daniel Jouve est suppléant de Marcel Massot.

### Élections de 1973
| Candidat       | Candidat                              | Parti          | Premier tour | Premier tour | Second tour | Second tour |  |
| Candidat       | Candidat                              | Parti          | Voix         | %            | Voix        | %           |  |
| -------------- | ------------------------------------- | -------------- | ------------ | ------------ | ----------- | ----------- |  |
|                | Henri Savornin                        | UDR (URP)      | 8 897        | 33,35        | 12 493      | 45,82       |  |
|                | Marcel Massot sortant réélu           | MRG (UGSD)     | 8 049        | 30,17        | 14 775      | 54,18       |  |
|                | Raymond Philippe                      | PCF            | 7 207        | 27,01        | Retrait     | Retrait     |  |
|                | Alain Mouton, dit Alain Granat-Rutter | MR             | 2 526        | 9,47         |             |             |  |
|                |                                       |                |              |              |             |             |  |
| Inscrits       | Inscrits                              | Inscrits       | 33 785       | 100,00       | 33 778      | 100,00      |  |
| Abstentions    | Abstentions                           | Abstentions    | 6 396        | 18,93        | 5 657       | 16,75       |  |
| Votants        | Votants                               | Votants        | 27 389       | 81,07        | 28 121      | 83,25       |  |
| Blancs et nuls | Blancs et nuls                        | Blancs et nuls | 710          | 2,59         | 853         | 3,03        |  |
| Exprimés       | Exprimés                              | Exprimés       | 26 679       | 97,41        | 27 268      | 96,97       |  |

Le Dr Simon Piétri, médecin à Digne, est suppléant de Marcel Massot.

### Élections de 1978
| Candidat       | Candidat             | Parti             | Premier tour | Premier tour | Second tour | Second tour |  |
| Candidat       | Candidat             | Parti             | Voix         | %            | Voix        | %           |  |
| -------------- | -------------------- | ----------------- | ------------ | ------------ | ----------- | ----------- |  |
|                | Pierre Rinaldi       | RPR               | 11 241       | 34,37        | 16 580      | 48,49       |  |
|                | François Massot élu  | MRG               | 8 123        | 24,84        | 17 610      | 51,51       |  |
|                | Raymond Philippe     | PCF               | 7 839        | 23,97        | Retrait     | Retrait     |  |
|                | Louis Lequette       | UDF (MDSF)        | 2 900        | 8,87         |             |             |  |
|                | Jean-Marie Collombon | Divers écologiste | 1 724        | 5,27         |             |             |  |
|                | Pascal Froidevaux    | LO                | 530          | 1,62         |             |             |  |
|                | Jacqueline Chetaille | FN                | 345          | 1,05         |             |             |  |
|                |                      |                   |              |              |             |             |  |
| Inscrits       | Inscrits             | Inscrits          | 40 281       | 100,00       | 40 266      | 100,00      |  |
| Abstentions    | Abstentions          | Abstentions       | 6 850        | 17,01        | 5 290       | 13,14       |  |
| Votants        | Votants              | Votants           | 33 431       | 82,99        | 34 976      | 86,86       |  |
| Blancs et nuls | Blancs et nuls       | Blancs et nuls    | 729          | 2,18         | 786         | 2,25        |  |
| Exprimés       | Exprimés             | Exprimés          | 32 702       | 97,82        | 34 190      | 97,75       |  |

Éliane Jugy, conseillère municipale de Digne, est suppléante de François Massot.

### Élections de 1981
| Candidat              | Candidat                      | Parti             | Premier tour | Premier tour | Second tour | Second tour |  |
| Candidat              | Candidat                      | Parti             | Voix         | %            | Voix        | %           |  |
| --------------------- | ----------------------------- | ----------------- | ------------ | ------------ | ----------- | ----------- |  |
|                       | François Massot sortant réélu | MRG               | 11 548       | 39,33        | 19 059      | 60,03       |  |
|                       | Henri Savornin                | RPR (UNM)         | 10 065       | 34,29        | 12 687      | 39,97       |  |
|                       | Raymond Philippe              | PCF               | 6 754        | 23,00        | Retrait     | Retrait     |  |
|                       | Martine Fenestraz             | Divers écologiste | 916          | 3,12         |             |             |  |
|                       | F. Bonnet                     | PFN               | 76           | 0,26         |             |             |  |
|                       |                               |                   |              |              |             |             |  |
| Inscrits              | Inscrits                      | Inscrits          | 42 436       | 100,00       | 42 446      | 100,00      |  |
| Abstentions           | Abstentions                   | Abstentions       | 12 530       | 29,53        | 9 965       | 23,48       |  |
| Votants               | Votants                       | Votants           | 29 906       | 70,47        | 32 481      | 76,52       |  |
| Blancs et nuls        | Blancs et nuls                | Blancs et nuls    | 547          | 1,83         | 735         | 2,26        |  |
| Exprimés              | Exprimés                      | Exprimés          | 29 359       | 98,17        | 31 746      | 97,74       |  |
| Source : Data.gouv.fr |                               |                   |              |              |             |             |  |

Robert Niel, masseur-kinésithérapeute et conseiller municipal de Digne, est suppléant de François Massot.

### Élections de 1986
Voir la page Élections législatives de 1986 dans les Alpes-de-Haute-Provence

### Élections de 1988
| Candidat       | Candidat             | Parti           | Premier tour | Premier tour | Second tour | Second tour |  |
| Candidat       | Candidat             | Parti           | Voix         | %            | Voix        | %           |  |
| -------------- | -------------------- | --------------- | ------------ | ------------ | ----------- | ----------- |  |
|                | François Massot élu  | PS              | 11 122       | 35,62        | 18 877      | 54,15       |  |
|                | Francis Galizi       | UDF (CDS) (URC) | 9 194        | 29,45        | 15 983      | 45,85       |  |
|                | Raymond Philippe     | PCF             | 4 442        | 14,23        |             |             |  |
|                | Jules-Henri Pansiéri | FN              | 3 557        | 11,39        |             |             |  |
|                | Robert Ducoffe       | diss. RPR       | 1 870        | 5,99         |             |             |  |
|                | Jean-Jacques Lachamp | Extrême gauche  | 1 036        | 3,32         |             |             |  |
|                |                      |                 |              |              |             |             |  |
| Inscrits       | Inscrits             | Inscrits        | 47 344       | 100,00       | 47 343      | 100,00      |  |
| Abstentions    | Abstentions          | Abstentions     | 15 306       | 32,33        | 11 437      | 24,16       |  |
| Votants        | Votants              | Votants         | 32 038       | 67,67        | 35 906      | 75,84       |  |
| Blancs et nuls | Blancs et nuls       | Blancs et nuls  | 817          | 2,55         | 1 046       | 2,91        |  |
| Exprimés       | Exprimés             | Exprimés        | 31 221       | 97,45        | 34 860      | 97,09       |  |

Robert Niel était suppléant de François Massot.

### Élections de 1993
| Candidat       | Candidat                  | Parti          | Premier tour | Premier tour | Second tour | Second tour |  |
| Candidat       | Candidat                  | Parti          | Voix         | %            | Voix        | %           |  |
| -------------- | ------------------------- | -------------- | ------------ | ------------ | ----------- | ----------- |  |
|                | Pierre Rinaldi élu        | RPR (UPF)      | 12 319       | 37,96        | 17 570      | 53,68       |  |
|                | François Massot sortant   | PS (ADFP)      | 7 102        | 21,88        | 15 162      | 46,32       |  |
|                | Bernard Falque de Bezaure | FN             | 4 184        | 12,89        |             |             |  |
|                | Gérard Paul               | PCF            | 4 072        | 12,55        |             |             |  |
|                | Pierre-Alain Cambefort    | Les Verts (EÉ) | 3 950        | 12,17        |             |             |  |
|                | Marguerite Legrand        | LT-LNÉ         | 829          | 2,55         |             |             |  |
|                |                           |                |              |              |             |             |  |
| Inscrits       | Inscrits                  | Inscrits       | 50 669       | 100,00       | 49 781      | 100,00      |  |
| Abstentions    | Abstentions               | Abstentions    | 15 511       | 30,61        | 13 582      | 27,28       |  |
| Votants        | Votants                   | Votants        | 35 158       | 69,39        | 36 199      | 72,72       |  |
| Blancs et nuls | Blancs et nuls            | Blancs et nuls | 2 702        | 7,69         | 3 467       | 9,58        |  |
| Exprimés       | Exprimés                  | Exprimés       | 32 456       | 92,31        | 32 732      | 90,42       |  |

Francis Galizi, conseiller général UDF, maire de Peyruis, était le suppléant de Pierre Rinaldi.
L'élection est invalidée par le conseil constitutionnel qui rejeta les comptes de campagne de Rinaldi, qui est frappé d'un an d'inéligibilité.

### Élections législatives partielles de 1994
| Candidat          | Candidat                  | Parti          | Premier tour | Premier tour | Second tour | Second tour |  |
| Candidat          | Candidat                  | Parti          | Voix         | %            | Voix        | %           |  |
| ----------------- | ------------------------- | -------------- | ------------ | ------------ | ----------- | ----------- |  |
|                   | Francis Galizi élu        | UDF (CDS)      | 8 863        | 39,06        | 13 581      | 52,92       |  |
|                   | François Massot           | PS             | 6 064        | 26,72        | 12 081      | 47,07       |  |
|                   | Gérard Paul               | PCF            | 2 790        | 12,30        |             |             |  |
|                   | Mireille d'Ornano         | FN             | 1 911        | 8,43         |             |             |  |
|                   | Pierre-Alain Cambefort    | Les Verts      | 1 844        | 8,13         |             |             |  |
|                   | Catherine Weyrich         | diss. PS       | 979          | 4,31         |             |             |  |
|                   | Bernard Falque de Bezaure | Extrême droite | 241          | 1,06         |             |             |  |
|                   |                           |                |              |              |             |             |  |
| Inscrits          | Inscrits                  | Inscrits       | 49 334       | 100,00       | 49 327      | 100,00      |  |
| Abstentions       | Abstentions               | Abstentions    | 25 281       | 51,24        | 21 376      | 43,34       |  |
| Votants           | Votants                   | Votants        | 24 053       | 48,76        | 27 951      | 56,66       |  |
| Blancs et nuls    | Blancs et nuls            | Blancs et nuls | 1 361        | 5,66         | 2 289       | 8,19        |  |
| Exprimés          | Exprimés                  | Exprimés       | 22 692       | 94,34        | 25 662      | 91,81       |  |
| Source : Le Monde |                           |                |              |              |             |             |  |

### Élections de 1997
| Candidat       | Candidat               | Parti          | Premier tour | Premier tour | Second tour | Second tour |  |
| Candidat       | Candidat               | Parti          | Voix         | %            | Voix        | %           |  |
| -------------- | ---------------------- | -------------- | ------------ | ------------ | ----------- | ----------- |  |
|                | Jean-Louis Bianco élu  | PS             | 10 200       | 30,85        | 18 671      | 52,47       |  |
|                | Francis Galizi sortant | UDF (AD)       | 10 043       | 30,38        | 16 914      | 47,53       |  |
|                | Bernard Naegellen      | FN             | 4 756        | 14,38        |             |             |  |
|                | Gérard Paul            | PCF            | 4 158        | 12,58        |             |             |  |
|                | Pierre-Alain Cambefort | MÉI            | 1 747        | 5,28         |             |             |  |
|                | Brigitte Bozec-Cirgue  | GÉ             | 852          | 2,58         |             |             |  |
|                | Roger Espic            | LDI (MPF)      | 785          | 2,37         |             |             |  |
|                | Jean Triolet           | Divers         | 301          | 0,91         |             |             |  |
|                | Claude Roche           | Divers gauche  | 221          | 0,67         |             |             |  |
|                |                        |                |              |              |             |             |  |
| Inscrits       | Inscrits               | Inscrits       | 50 412       | 100,00       | 50 407      | 100,00      |  |
| Abstentions    | Abstentions            | Abstentions    | 15 515       | 30,78        | 12 401      | 24,6        |  |
| Votants        | Votants                | Votants        | 34 897       | 69,22        | 38 006      | 75,4        |  |
| Blancs et nuls | Blancs et nuls         | Blancs et nuls | 1 834        | 5,26         | 2 421       | 6,37        |  |
| Exprimés       | Exprimés               | Exprimés       | 33 063       | 94,74        | 35 585      | 93,63       |  |

Le suppléant de Jean-Louis Bianco était Gilbert Sauvan, fonctionnaire, maire de Peyroules, conseiller général du canton de Castellane.

### Élections de 2002
Les élections législatives françaises de 2002 ont eu lieu les dimanches 9 et 16 juin 2002.
| Candidat                                                 | Candidat                         | Parti                   | Premier tour | Premier tour | Second tour | Second tour |
| Candidat                                                 | Candidat                         | Parti                   | Voix         | %            | Voix        | %           |
| -------------------------------------------------------- | -------------------------------- | ----------------------- | ------------ | ------------ | ----------- | ----------- |
|                                                          | Jean-Louis Bianco sortant réélu  | PS                      | 11 994       | 33,78        | 16 907      | 50,79       |
|                                                          | Francis Galizi                   | UMP                     | 10 603       | 29,86        | 16 379      | 49,21       |
|                                                          | Michelle Signoret                | FN                      | 4 322        | 12,17        |             |             |
|                                                          | José Escanez                     | Pôle républicain        | 2 031        | 5,72         |             |             |
|                                                          | Christian Jauffret               | CPNT                    | 1 398        | 3,94         |             |             |
|                                                          | Philippe Berrod                  | Les Verts               | 1 233        | 3,47         |             |             |
|                                                          | Joëlle Tebar                     | UDF                     | 943          | 2,66         |             |             |
|                                                          | Valérie Durey                    | LCR                     | 701          | 1,97         |             |             |
|                                                          | Christophe Scaramelli            | Extrême droite (DDC)    | 602          | 1,70         |             |             |
|                                                          | Anne-Laure Goislard de Monsabert | MNR                     | 342          | 0,96         |             |             |
|                                                          | Muriel Parian                    | Divers écologiste       | 305          | 0,86         |             |             |
|                                                          | Olivier Tripelon                 | LO                      | 296          | 0,83         |             |             |
|                                                          | Richard Tonelli                  | Divers écologiste (GÉ)  | 265          | 0,75         |             |             |
|                                                          | Gaud Chauvin                     | Divers écologiste (MÉI) | 205          | 0,58         |             |             |
|                                                          | Gérard Delapierre                | Extrême gauche (PT)     | 148          | 0,42         |             |             |
|                                                          | Marcel Germain                   | Divers droite (CNIP)    | 78           | 0,23         |             |             |
|                                                          | Ouerdia Tabet                    | Divers                  | 39           | 0,11         |             |             |
|                                                          |                                  |                         |              |              |             |             |
| Inscrits                                                 | Inscrits                         | Inscrits                | 53 761       | 100,00       | 53 757      | 100,00      |
| Abstentions                                              | Abstentions                      | Abstentions             | 17 318       | 32,21        | 18 598      | 34,60       |
| Votants                                                  | Votants                          | Votants                 | 36 443       | 67,79        | 35 159      | 65,40       |
| Blancs et nuls                                           | Blancs et nuls                   | Blancs et nuls          | 938          | 2,57         | 1 873       | 5,33        |
| Exprimés                                                 | Exprimés                         | Exprimés                | 35 505       | 97,43        | 33 286      | 94,67       |
| Source : Ministère de l'Intérieur et Assemblée nationale |                                  |                         |              |              |             |             |

Le suppléant de Jean-Louis Bianco était Gilbert Sauvan.

### Élections de 2007
Les élections législatives françaises de 2007 ont lieu les dimanches 10 et 17 juin 2007.
|                                   | Éliane Barreille                | UMP                    | 14 745 | 38,60  | 18 938 | 47,67  |  |  |  |  |  |
|                                   | Jean-Louis Bianco sortant réélu | PS                     | 13 902 | 36,40  | 20 791 | 52,33  |  |  |  |  |  |
|                                   | Joëlle Tebar                    | UDF–MoDem              | 1 841  | 4,82   |        |        |  |  |  |  |  |
|                                   | Mireille Jouzier-Berges         | FN                     | 1 600  | 4,19   |        |        |  |  |  |  |  |
|                                   | Aurore Hernandez                | PCF                    | 1 304  | 3,41   |        |        |  |  |  |  |  |
|                                   | Martine Vallon                  | Les Verts              | 1 272  | 3,33   |        |        |  |  |  |  |  |
|                                   | Venise Lafon                    | Extrême gauche (LCR)   | 858    | 2,24   |        |        |  |  |  |  |  |
|                                   | Monique Daniel                  | CPNT                   | 716    | 1,87   |        |        |  |  |  |  |  |
|                                   | Jean-Claude Silvy               | MPF                    | 543    | 1,42   |        |        |  |  |  |  |  |
|                                   | Marie-France Lorenzelli         | Divers écologiste (GÉ) | 397    | 1,04   |        |        |  |  |  |  |  |
|                                   | Micheline Panisse               | Extrême droite (MNR)   | 260    | 0,68   |        |        |  |  |  |  |  |
|                                   | Caroline Alonso                 | Extrême gauche (LO)    | 251    | 0,66   |        |        |  |  |  |  |  |
|                                   | Bernard Jeanselme               | Extrême gauche (PT)    | 165    | 0,43   |        |        |  |  |  |  |  |
|                                   | Catherine Piechota              | Divers (LFA)           | 153    | 0,40   |        |        |  |  |  |  |  |
|                                   | Noël Chuisano                   | Divers droite          | 109    | 0,29   |        |        |  |  |  |  |  |
|                                   | Jean Milanovic                  | Divers                 | 83     | 0,22   |        |        |  |  |  |  |  |
|                                   |                                 |                        |        |        |        |        |  |  |  |  |  |
| Inscrits                          | Inscrits                        | Inscrits               | 58 493 | 100,00 | 58 494 | 100,00 |  |  |  |  |  |
| Abstentions                       | Abstentions                     | Abstentions            | 19 542 | 33,41  | 17 565 | 30,03  |  |  |  |  |  |
| Votants                           | Votants                         | Votants                | 38 951 | 66,59  | 40 929 | 69,97  |  |  |  |  |  |
| Blancs et nuls                    | Blancs et nuls                  | Blancs et nuls         | 754    | 1,94   | 1 200  | 2,93   |  |  |  |  |  |
| Exprimés                          | Exprimés                        | Exprimés               | 38 197 | 98,06  | 39 729 | 97,07  |  |  |  |  |  |
| Source : Ministère de l'Intérieur |                                 |                        |        |        |        |        |  |  |  |  |  |

Le suppléant de Jean-Louis Bianco était Gilbert Sauvan.

### Élections de 2012
| Candidat       | Candidat                  | Parti                    | Premier tour | Premier tour | Second tour | Second tour |  |
| Candidat       | Candidat                  | Parti                    | Voix         | %            | Voix        | %           |  |
| -------------- | ------------------------- | ------------------------ | ------------ | ------------ | ----------- | ----------- |  |
|                | Gilbert Sauvan élu        | PS                       | 12 286       | 33,04        | 20 785      | 58,60       |  |
|                | Éliane Barreille          | UMP                      | 8 804        | 23,68        | 14 684      | 41,40       |  |
|                | Ghislaine Aubert          | FN                       | 6 160        | 16,57        |             |             |  |
|                | Jean-Louis Pin            | FG (PCF) (Divers gauche) | 3 654        | 9,83         |             |             |  |
|                | Gérard de Meester         | EÉLV                     | 3 014        | 8,11         |             |             |  |
|                | Marie-Anne Baudoui-Maurel | Divers droite            | 1 187        | 3,19         |             |             |  |
|                | Daniel Ragolski           | AÉI                      | 693          | 1,86         |             |             |  |
|                | Frédéric Santiago         | CpF (MoDem)              | 565          | 1,52         |             |             |  |
|                | Hubert Cabassut           | MRC                      | 279          | 0,75         |             |             |  |
|                | Caroline Alonso           | LO                       | 192          | 0,52         |             |             |  |
|                | Joëlle Tebar              | NC                       | 180          | 0,48         |             |             |  |
|                | Mireille Carle            | NPA                      | 170          | 0,46         |             |             |  |
|                | Ludivine Evano            | DLR                      | 0            | 0,00         |             |             |  |
|                |                           |                          |              |              |             |             |  |
| Inscrits       | Inscrits                  | Inscrits                 | 60 582       | 100,00       | 60 572      | 100,00      |  |
| Abstentions    | Abstentions               | Abstentions              | 22 681       | 37,44        | 23 221      | 38,34       |  |
| Votants        | Votants                   | Votants                  | 37 901       | 62,56        | 37 351      | 61,66       |  |
| Blancs et nuls | Blancs et nuls            | Blancs et nuls           | 717          | 1,89         | 1 882       | 5,04        |  |
| Exprimés       | Exprimés                  | Exprimés                 | 37 184       | 98,11        | 35 469      | 94,96       |  |

La suppléante de Gilbert Sauvan était Patricia Granet-Brunello, médecin hospitalier à Digne-les-Bains.

### Élections de 2017
|                                                                                          |                                                                                   |                           |                           |                          |                          |
|                                                                                          |                                                                                   | Premier tour 11 juin 2017 | Premier tour 11 juin 2017 | Second tour 18 juin 2017 | Second tour 18 juin 2017 |
|                                                                                          |                                                                                   |                           |                           |                          |                          |
|                                                                                          |                                                                                   | Nombre                    | % des inscrits            | Nombre                   | % des inscrits           |
| Inscrits                                                                                 | Inscrits                                                                          | 61 143                    | 100,00                    | 61 140                   | 100,00                   |
| Abstentions                                                                              | Abstentions                                                                       | 29 038                    | 47,49                     | 33 105                   | 54,15                    |
| Votants                                                                                  | Votants                                                                           | 32 105                    | 52,51                     | 28 035                   | 45,85                    |
|                                                                                          |                                                                                   |                           | % des votants             |                          | % des votants            |
| Bulletins blancs                                                                         | Bulletins blancs                                                                  | 698                       | 2,17                      | 2 506                    | 8,94                     |
| Bulletins nuls                                                                           | Bulletins nuls                                                                    | 315                       | 0,98                      | 987                      | 3,52                     |
| Suffrages exprimés                                                                       | Suffrages exprimés                                                                | 31 092                    | 96,84                     | 24 542                   | 87,54                    |
|                                                                                          |                                                                                   |                           |                           |                          |                          |
| Candidat Étiquette politique (partis et alliances)                                       | Candidat Étiquette politique (partis et alliances)                                | Voix                      | % des exprimés            | Voix                     | % des exprimés           |
|                                                                                          |                                                                                   |                           |                           |                          |                          |
|                                                                                          | Delphine Bagarry La République en marche                                          | 10 640                    | 34,22                     | 15 609                   | 63,60                    |
|                                                                                          | Odile Brun Front national                                                         | 5 502                     | 17,70                     | 8 933                    | 36,40                    |
|                                                                                          | Emmanuelle Gaziello La France insoumise                                           | 4 736                     | 15,23                     |                          |                          |
|                                                                                          | Brigitte Beaumeyer Union des démocrates et indépendants (Les Républicains)        | 2 295                     | 7,38                      |                          |                          |
|                                                                                          | Colette Charriau Europe Écologie Les Verts                                        | 1 621                     | 5,21                      |                          |                          |
|                                                                                          | Gérard Esmiol Parti communiste français                                           | 1 580                     | 5,08                      |                          |                          |
|                                                                                          | Marie-Anne Baudoui-Maurel Debout la France                                        | 1 299                     | 4,18                      |                          |                          |
|                                                                                          | Bruno Bourjac Divers droite (La Droite nouvelle)                                  | 1 225                     | 3,94                      |                          |                          |
|                                                                                          | Florence Viti-Bertin Parti radical de gauche                                      | 861                       | 2,77                      |                          |                          |
|                                                                                          | Bruno Potie Divers                                                                | 568                       | 1,83                      |                          |                          |
|                                                                                          | Jonathan Barbarin Écologiste (Mouvement 100 % - Alliance écologiste indépendante) | 401                       | 1,29                      |                          |                          |
|                                                                                          | Claire Bouvier Divers (Union populaire républicaine)                              | 227                       | 0,73                      |                          |                          |
|                                                                                          | Catherine Zaparty Lutte ouvrière                                                  | 137                       | 0,44                      |                          |                          |
| Source : Ministère de l'Intérieur - Première circonscription des Alpes-de-Haute-Provence |                                                                                   |                           |                           |                          |                          |

Le suppléant de Delphine Bagarry était Georges Pereira, conseiller municipal de Digne-les-Bains.

### Élections de 2022
Les élections législatives françaises de 2022 se déroulent les dimanches 12 et 19 juin 2022.
| Candidat                 | Candidat                 | Parti et coalition       | Nuance                   | Premier tour | Premier tour | Second tour | Second tour |
| Candidat                 | Candidat                 | Parti et coalition       | Nuance                   | Voix         | %            | Voix        | %           |
| ------------------------ | ------------------------ | ------------------------ | ------------------------ | ------------ | ------------ | ----------- | ----------- |
|                          | Christian Girard         | RN                       | RN                       | 8 910        | 28,52        | 14 791      | 51,20       |
|                          | Delphine Bagarry         | LND (NUPES)              | NUP                      | 8 744        | 27,99        | 14 100      | 48,80       |
|                          | Paul Audan               | LREM (ENS)               | ENS                      | 7 008        | 22,43        |             |             |
|                          | Laurine Miffred          | REC                      | REC                      | 1 728        | 5,53         |             |             |
|                          | Sylvie Lyons             | PS diss.                 | SOC                      | 1 249        | 4,00         |             |             |
|                          | Nicole Van Heesbeke      | MHAN (TUPV)              | ECO                      | 772          | 2,47         |             |             |
|                          | Romaric Giamonico        | DLF (UPF)                | DSV                      | 749          | 2,40         |             |             |
|                          | Bruno Potie              | SE                       | DIV                      | 619          | 1,98         |             |             |
|                          | Dominique Blanc          | AC (ÉMP)                 | DVD                      | 544          | 1,74         |             |             |
|                          | Patricia Rolland         | ÉAC                      | ECO                      | 423          | 1,35         |             |             |
|                          | Annabelle Ros            | LO                       | DXG                      | 302          | 0,97         |             |             |
|                          | Pascal Recotillet        | OLP (RPS)                | REG                      | 196          | 0,63         |             |             |
|                          |                          |                          |                          |              |              |             |             |
| Votes valides            | Votes valides            | Votes valides            | Votes valides            | 31 244       | 97,17        | 28 893      | 88,89       |
| Votes blancs             | Votes blancs             | Votes blancs             | Votes blancs             | 676          | 2,10         | 2 635       | 8,11        |
| Votes nuls               | Votes nuls               | Votes nuls               | Votes nuls               | 235          | 0,73         | 975         | 3,00        |
| Total                    | Total                    | Total                    | Total                    | 32 155       | 100          | 32 503      | 100         |
| Abstention               | Abstention               | Abstention               | Abstention               | 29 807       | 48,11        | 29 472      | 47,55       |
| Inscrits / participation | Inscrits / participation | Inscrits / participation | Inscrits / participation | 61 962       | 51,89        | 61 975      | 52,45       |

Le suppléant de Christian Girard était Yves Benessy, conseiller municipal d'Oraison.

### Élections de 2024
| Candidat                 | Candidat                 | Parti et coalition       | Nuance                   | Premier tour | Premier tour | Second tour | Second tour |
| Candidat                 | Candidat                 | Parti et coalition       | Nuance                   | Voix         | %            | Voix        | %           |
| ------------------------ | ------------------------ | ------------------------ | ------------------------ | ------------ | ------------ | ----------- | ----------- |
|                          | Christian Girard         | RN                       | RN                       | 18 616       | 44,30        | 21 533      | 54,19       |
|                          | Félix Blanc              | LÉ (NFP)                 | UG                       | 11 457       | 27,26        | 18 206      | 45,81       |
|                          | Benoît Gauvan            | RE (ENS)                 | ENS                      | 8 132        | 19,35        | Retrait     | Retrait     |
|                          | Sandra Raponi            | LR                       | LR                       | 2 956        | 7,03         |             |             |
|                          | Patricia Campart         | REC                      | REC                      | 468          | 1,11         |             |             |
|                          | Annabel Ros              | LO                       | EXG                      | 396          | 0,94         |             |             |
|                          | Nadia Lakhlef-Tsalamlal  | UDI                      | UDI                      | 1            | 0,00         |             |             |
|                          |                          |                          |                          |              |              |             |             |
| Votes valides            | Votes valides            | Votes valides            | Votes valides            | 42 026       | 97,10        | 39 739      | 91,33       |
| Votes blancs             | Votes blancs             | Votes blancs             | Votes blancs             | 871          | 2,01         | 2 801       | 6,44        |
| Votes nuls               | Votes nuls               | Votes nuls               | Votes nuls               | 382          | 0,88         | 970         | 2,23        |
| Total                    | Total                    | Total                    | Total                    | 43 279       | 100          | 43 510      | 100         |
| Abstention               | Abstention               | Abstention               | Abstention               | 18 194       | 29,60        | 17 962      | 29,22       |
| Inscrits / participation | Inscrits / participation | Inscrits / participation | Inscrits / participation | 61 473       | 70,40        | 61 472      | 70,78       |

Le suppléant de Christian Girard est Yves Benessy.